# 丹尼·安吉
丹尼尔·雷·安吉（英語：Daniel Ray Ainge，1959年3月17日—），出生於俄勒岡州尤金，為NBA名人堂球星之一，也曾擔任過棒球選手。
在1981年NBA选秀中於次轮第三十一顺位被波士顿凯尔特人选中，曾擔任綠衫軍總經理與籃球事務部總裁，綽號：「交易員」。

## 球员生涯
波士頓塞爾提克時期 1981-1989
安吉在81-82的新秀賽季上以替補為主，並沒有很多的出場機會；大鳥柏德在他的自傳中提到，安吉在第一天到球隊訓練時，因慘澹的命中率受到總教練比爾·費奇嚴厲的批評。然而，第二年安吉擠進了賽爾提克的先發陣容，場均可達9.9分。雖然第三年(1983-84賽季)新任總教練K.C.瓊斯將安吉安排回替補，讓傑拉德·韓德森擔任先發，但安吉仍以場均5.4分及2.1個助攻成為塞爾提克的重要替補，並在總冠軍賽場上幫助塞爾提克擊敗洛杉磯湖人隊，贏得總冠軍。
休賽時期傑拉德·韓德森被交易到西雅圖超音速，安吉再次回到先發陣容當中，且從84-85賽季開始的五個賽季起，安吉一直都是塞爾提克主要的先發陣容之一(場均出賽33.3分鐘當中，安吉可得14分及傳出5.4個助攻)，並在85-86賽季再次幫助塞爾提克拿下三個賽季中第二個總冠軍，在當時，波士頓塞爾提克被公認為NBA歷史上最偉大的球隊之一。86-87賽季，安吉罰球命中率89.7%及三分球命中率44.3%，分佔當時NBA歷史第二名及第三名。
87-88賽季，安吉以命中了148個三分球，打破了在此之前由猶他爵士隊的達雷爾·格里菲思所保持的單季命中92顆三分球的賽季紀錄；同年賽季安吉也參加了他生涯唯一一次NBA全明星賽，並得到12分。
沙加緬度國王時期 1989-1990
88-89賽季後期，安吉與布拉德·洛豪斯一同被塞爾提克交易至沙加緬度國王隊，塞爾提克換回被視為可以接班老牌中鋒羅伯特·派瑞許的喬·克萊恩及艾德·平克尼。從各球員星光燦爛的塞爾提克被換至毫無巨星球員的國王隊，安吉場均可得20.3分及送出6.7個助攻。在某次對陣金州勇士的比賽中，雖然國王隊最終輸給勇士，但安吉卻替國王拿下45分，追平了自己數個月前對陣費城76人時所創的生涯單場得分新高，即便當時還是效力於塞爾提克。
波特蘭拓荒者時期 1990-1992
90-91賽季，安吉被國王隊交易至波特蘭拓荒者，換回貝倫·厄文及選秀權。身為家鄉俄勒岡土生土長的球員，安吉瞬時間成為波特蘭拓荒者球迷的最愛。1992年5月5日，季後賽西部第二輪，波特蘭拓荒者與鳳凰城太陽系列對戰的第四場，在經歷兩次延長賽後，拓荒者以155-153擊敗太陽，安吉全場命中數個關鍵進球得到25分，幫助拓荒者以3-1聽牌(這也是NBA聯盟史上季後賽兩隊總合最高的一場比賽，至今尚未有對戰組合打破紀錄)；波特蘭拓荒者在擊敗太陽後，又於西部冠軍賽以4-2擊退猶他爵士晉級總冠軍賽，但最終拓荒者在總冠軍賽上以4-2敗給麥可·喬丹所領軍的芝加哥公牛隊。
鳳凰城太陽時期 1992-1995
91-92賽季後安吉成為自由球員，他曾在媒體採訪中透漏自己希望續留波特蘭的想法，並在接受其他球隊報價之前先聯繫拓荒者高層；然而就在92-93賽季開季日當天，安吉立刻與鳳凰城太陽隊簽下一紙合約，與「惡漢」查爾斯·巴克利攜手帶領太陽隊打出單季62勝20負全聯盟第一的成績並一路晉級到總冠軍賽。然而在總冠軍賽上安吉與太陽隊要面前的依舊是由麥可·喬丹所領軍的芝加哥公牛隊；且相比一路艱辛晉級的太陽隊，公牛隊則早已好整以暇的等著對手到來。最終鳳凰城太陽隊以2-4敗給了芝加哥公牛，安吉再次的被老對手擋在奪冠之路的最後一哩路上。而這個賽季安吉場均可得11.8分。
1994年1月18日，安吉成為NBA歷史上第二位命中900個三分球的人(職業生涯命中1002個三分球)。
在94-95賽季後安吉選擇退役，在他退役時以69.0%的個人生涯勝率擊敗了卡里姆·阿布都-賈霸的68.8%的個人生涯勝率，成為當時NBA歷史上出賽至少千場職業賽的球員當中，勝率最高的。
安吉在NBA生涯1042場比賽中，共得到11964分、送出4199次助攻及抓下2768個籃板。生涯場均分別為11.5得分、4助攻及2.7個籃板。

## 教練生涯
安吉1996年賽季擔任鳳凰城太陽隊總教練，直到1999年以希望多點時間陪伴家人為由辭去總教練一職，該職位由助手史考特·斯凱爾斯接任。

## 球队经理生涯
早在安吉當上總管前，就展露出他的操盤天分。他曾慫恿過球團將大鳥博德的剩餘價值榨乾來換未來潛力股，甚至還說如果自己是GM，別說大鳥，他連他自己都願意送走。
當上綠衫軍GM後，安吉更是徹底發揮「對勝利忠誠」的綠血人傳統，不斷策動各種重大交易，例如為了重建綠衫軍，將「真理」保羅·皮爾斯和凱文·賈奈特換到布魯克林籃網換選秀籤，以及為了招入自由市場的大魚凱里·厄文不惜進行重度重組陣容，把以赛亚·托马斯送到克里夫蘭騎士。
雖然外人批評安吉冷血，事後拿回來的這些選秀籤，不只選到一個個新生代好手，還交易到現成的巨星，讓綠衫軍完成重建，重返東區強權之林。
安吉擔任凱爾特人總經理的最後一個賽季，因為他在凱爾特人隊在季后賽中被淘汰的第二天卸任。

## 主教练战绩
| 队伍 | 赛季    | 常规赛 | 常规赛 | 常规赛 | 常规赛 | 常规赛 | 季后赛 | 季后赛 | 季后赛 | 季后赛 | 季后赛     |
| 队伍 | 赛季    | 比赛   | 胜     | 负     | 胜率   | 排名   | 比赛   | 胜     | 负     | 胜率   | 结果       |
| ---- | ------- | ------ | ------ | ------ | ------ | ------ | ------ | ------ | ------ | ------ | ---------- |
| PHX  | 1996-97 | 74     | 40     | 34     | .541   | 4      | 5      | 2      | 3      | .400   | 第一輪失利 |
| PHX  | 1997-98 | 82     | 56     | 26     | .683   | 3      | 4      | 1      | 3      | .250   | 第一輪失利 |
| PHX  | 1998-99 | 50     | 27     | 23     | .540   | 3      | 3      | 0      | 3      | .000   |            |
| PHX  | 1998-99 | 20     | 13     | 7      | .650   | 辭職   | -      | -      | -      | .      |            |
| 总计 | 总计    | 226    | 136    | 90     | .602   |        | 12     | 3      | 9      | .250   |            |

| 前任： 科頓·菲茨西蒙斯 | 鳳凰城太陽主教练 1996－1999 | 繼任： 史考特·斯凱爾斯 |

## 職業棒球生涯
相對於安吉在籃球界的璀璨生涯，他先前挑戰職業棒球的結果可以說是毫無亮點。即使是一個守備不錯的內外野全能工具人，0.533的OPS實在無法在大聯盟立足。
他在棒球生涯最讓人有印象的一幕，大概是他曾經參加過藍·巴克的完全比賽：他作為藍鳥隊的先發第八棒三壘手，兩次打擊中先是在第三局打出二壘方向的滾地球、隨後在第六局領到一次三振，在九局上半被代打換掉。